# لاري إلكنز
لاري إلكنز (بالإنجليزية: Larry Elkins)‏ هو لاعب كرة قدم أمريكية أمريكي، ولد في 28 يوليو 1943.

## وصلات خارجية
- لاري إلكنز على موقع مرجع كرة القدم المحترفة.كوم (الإنجليزية)